# يوهان ياكوبسون (مخرج)
يوهان ياكوبسون (بالدنماركية: Johan Jacobsen)‏ هو مخرج دنماركي، ولد في 14 مارس 1912 في آرهوس في الدنمارك، وتوفي في 7 يوليو 1972 في كوبنهاغن في الدنمارك.

## وصلات خارجية
- جون ياكوبسن على موقع IMDb (الإنجليزية)
- جون ياكوبسن على موقع أول موفي (الإنجليزية)
- جون ياكوبسن على موقع قاعدة بيانات الأفلام السويدية (السويدية)
- جون ياكوبسن على موقع قاعدة بيانات الفيلم (الإنجليزية)
- جون ياكوبسن على موقع كينوبويسك (الروسية)